# Abschied Christi von Maria

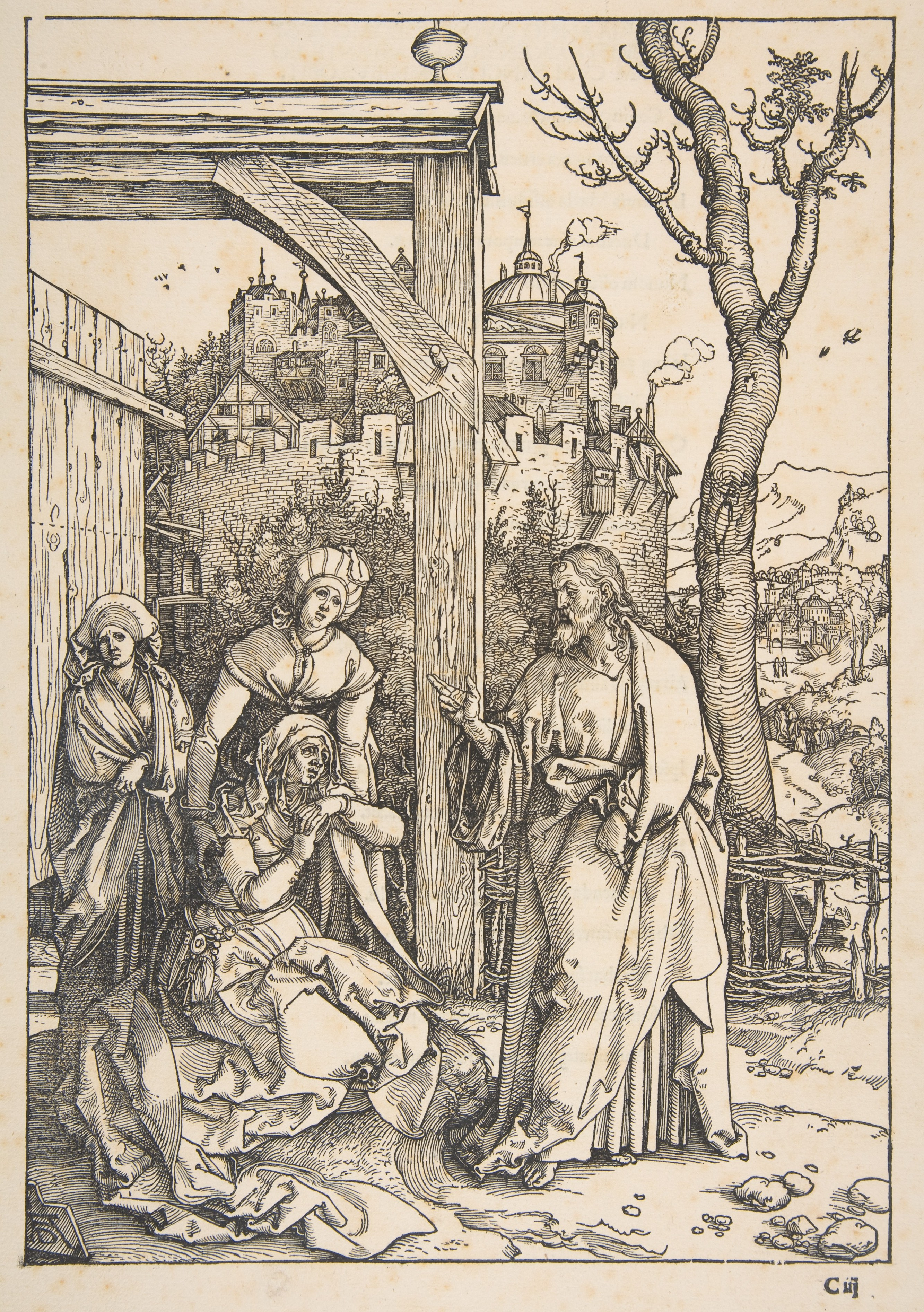
Albrecht Dürer: Christi Abschied von seiner Mutter

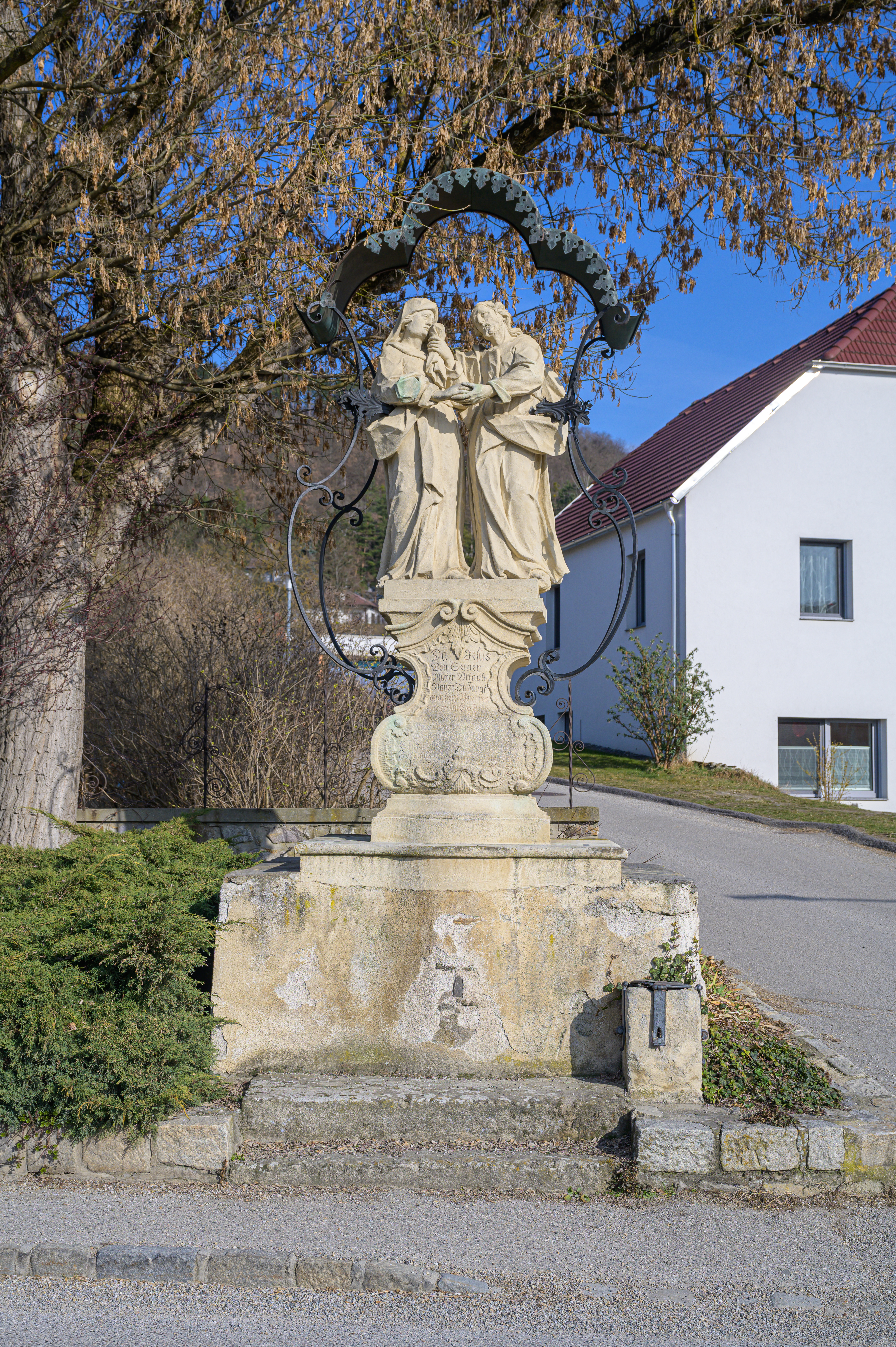
Urlaubung in Schönberg am Kamp

Der Abschied Christi von Maria ist seit dem 15. Jahrhundert ein Darstellungstypus der christlichen Kunst. Dargestellt wird der Abschied Jesu Christi von seiner Mutter vor der Kreuzigung. In den meisten Fällen wird Maria in gebeugter Haltung, häufig kniend oder vor Schmerz zusammengebrochen dargestellt, und Jesus spricht tröstend zu ihr. Oft hat Jesus den Arm um die Schulter Marias gelegt, oder hält ihre Hände, während er die rechte Hand nach außen hin geöffnet etwas erhoben hält (der sogenannte Redegestus).
Der Abschied Christi von Maria wird regional auch als Urlaub bezeichnet (von mittelhochdeutsch urloup „Erlaubnis, wegzugehen“), bildliche oder figurale Darstellungen als Urlaubergruppe. Der Typus war vor allem zur Zeit des Barock – im Zuge der damals im Rahmen der Gegenreformation vermehrt gepflegten Formen der Marienverehrung – weit verbreitet, wovon noch zahlreiche Flurdenkmäler in den katholisch geprägten Kulturlandschaften Mitteleuropas zeugen.
Die Szene hat keinen biblischen Ursprung, wird aber in den Apokryphen erwähnt und zeitlich zwischen der Auferweckung des Lazarus und Jesu Einzug in Jerusalem angesiedelt. Weitere Quellen sind Pseudo-Bonaventuras Meditationes de vita Christi und das Marienleben des Philipp von Seitz, beide aus der ersten Hälfte des 14. Jahrhunderts.